# Gualtiero Isacchi
Gualtiero Federico Isacchi (Lecco, 7 de setembro de 1970) é um arcebispo católico italiano, 58º arcebispo de Monreale desde 28 de abril de 2022.

## Biografia
Nasceu em Lecco, então província de Como e arquidiocese de Milão, em 7 de setembro de 1970. Filho de Pietro, natural de Valmadrera, e de Mariuccia Motta, natural de Brivio, cresceu em Seregno. Recebeu o batismo e a confirmação em Valmadrera, onde seu tio Monsenhor Silvano Motta era pároco.

### Formação sacerdotal e ministério
Depois de frequentar o ensino médio no seminário menor de Merate e o ensino médio no de Seveso, transferiu-se para o seminário episcopal de Albano Laziale, para onde entretanto se mudou a sua família. Desde 1990 é aluno do seminário filosófico-teológico internacional "João Paulo II" de Roma e obteve o bacharelado em teologia sagrada pela Pontifícia Universidade Lateranense.
Em 7 de dezembro de 1994 foi ordenado sacerdote para a sede suburbana de Albano por Dom Dante Bernini.
Após a ordenação foi nomeado vigário paroquial da paróquia de Sant'Eugenio I Papa em Pavona; da mesma paróquia foi pároco de 1999 a 2004. Foi diretor do centro diocesano de oratório e da pastoral diocesana da juventude, de 1997 a 2006, e diretor da pastoral vocacional, de 1998 a 2000. É pastor membro do conselho presbiteral diocesano, desde 2003, e do conselho pastoral diocesano, desde 2004.
Desde 2005 exerceu os cargos de reitor do seminário episcopal, até 2013, e diretor interino do gabinete de comunicação social, até 2006; naquele ano tornou-se vigário episcopal para a coordenação da pastoral. Em 2010, o bispo de Albano Marcello Semeraro também o nomeou ecônomo diocesano.
Em 4 de abril de 2009, o Papa Bento XVI concedeu-lhe o título honorário de Capelão de Sua Santidade.

### Ministério episcopal
Em 28 de abril de 2022, o Papa Francisco nomeou-o arcebispo de Monreale; ele sucedeu Michele Pennisi, que renunciou após atingir o limite de idade. No dia 31 de julho seguinte recebeu a ordenação episcopal, na catedral de Monreale, do Cardeal Marcello Semeraro, prefeito do Dicastério para as Causas dos Santos, co-consagrando Dom Michele Pennisi, seu antecessor, e o Bispo de Albano Vincenzo Viva. Durante a mesma celebração toma posse canônica da arquidiocese.